# Philip Zilcken

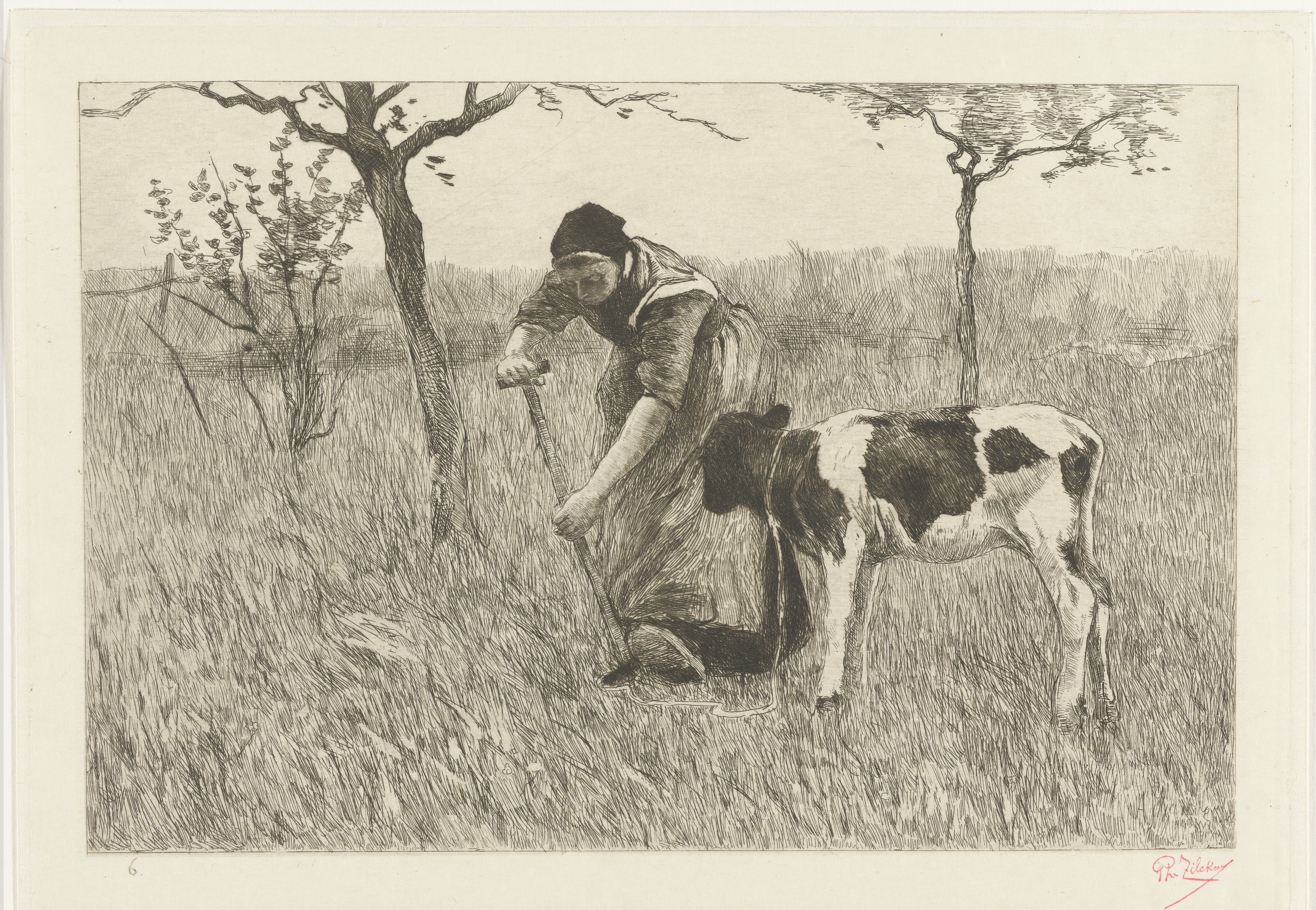
Gravende boerin met kalf, ca. 1880

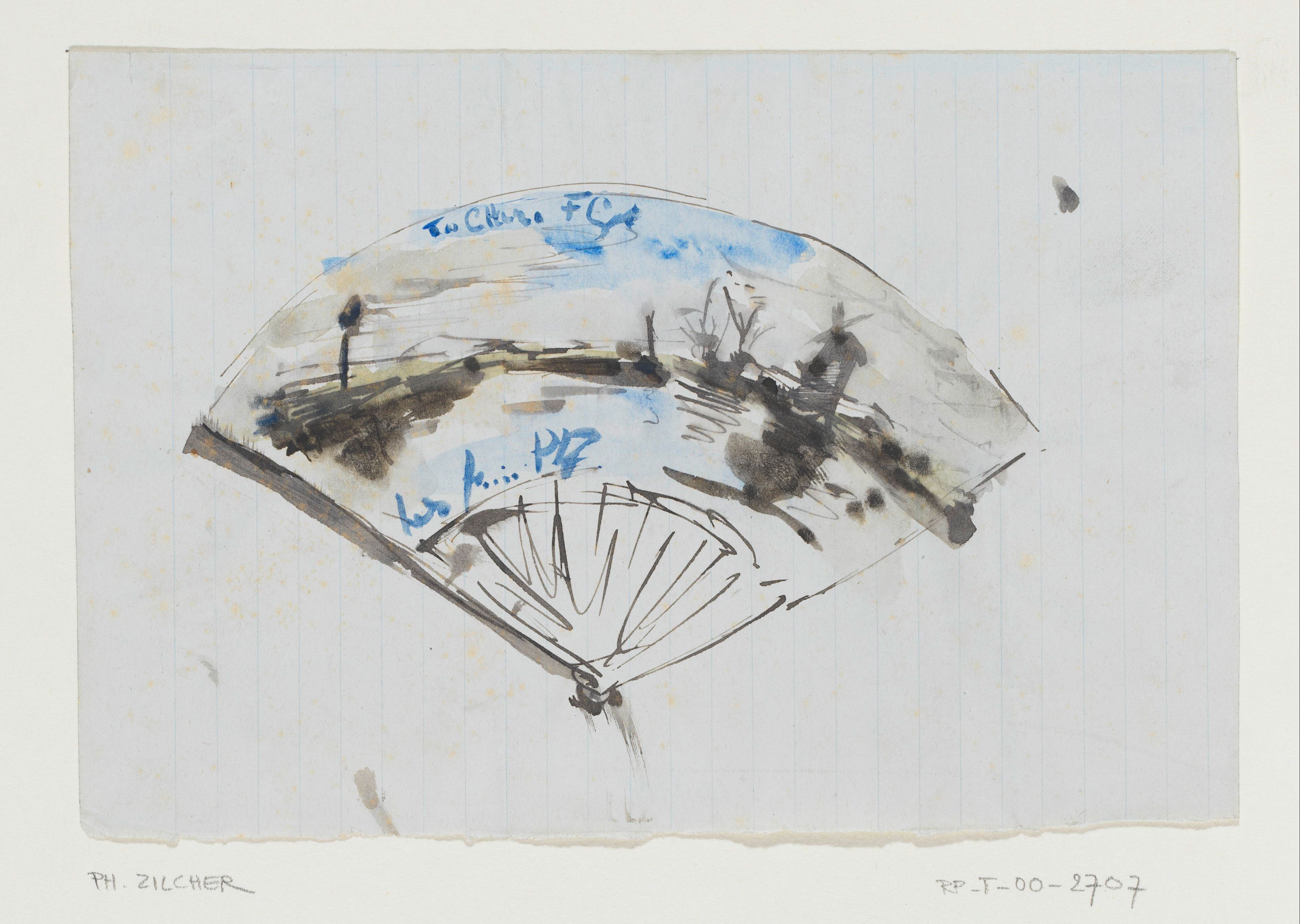
Waaier met landschap, pen en waterverf op papier

Charles Louis Philippe Zilcken (Den Haag, 20 april 1857 - Villefranche-sur-Mer, 3 oktober 1930), in Nederlandse collecties Philip genoemd, was een Nederlandse beeldend kunstenaar en schrijver. Voor zijn werk als schilder vormde Noord-Afrika een grote inspiratiebron en hij wordt, samen met Marius Bauer en Hendrik Haverman, gerekend tot de belangrijkste Nederlandse oriëntalisten van zijn tijd. Als etser verwierf hij grote faam door zijn technische vaardigheid in zowel zijn reproductiegrafiek (het reproduceren van schilderijen door gebruikmaking van de etstechniek) als in zijn vrije grafiek. Als schrijver maakte hij internationaal furore door zijn beschouwingen over Nederlandse kunst van zijn tijdgenoten, welke zowel in het Nederlands, Frans als Engels werden gepubliceerd.

## Levensloop
Philippe Zilcken volgde na zijn middelbareschoolopleiding aan het Gymnasium Haganum lessen aan de Tekenacademie te Den Haag bij Karel Klinkenberg en Anton Mauve. Hij werd op zijn 16de jaar gevraagd om als ‘secrétaire intime officieux’ van koningin Sophie der Nederlanden in functie te treden. Hij was medeoprichter van de Nederlandsche Etsclub (1885 - 1896) en van 1896 tot 1905 als beeldredacteur werkzaam voor Elsevier's Geïllustreerd Maandschrift, de voorganger van het opinieblad Elsevier. Behalve van Nederlandse kunstenaarsverenigingen als Arti et Amicitiae, De Haagse Kunstkring en Pulchri Studio was Zilcken lid van de Franse Société des Peintres Orientalistes. Hij behaalde op diverse tentoonstellingen onderscheidingen en werd begiftigd met meerdere ridderorden.

## Reizen en schrijven
Philippe Zilcken heeft in 1928 zijn memoires geschreven onder de titel Herinneringen van een Hollandsche Schilder der negentiende eeuw. Hierin haalde hij onder meer herinneringen op aan zijn oriëntaalse periode. Zijn belangstelling voor Noord-Afrika ontstond naar eigen zeggen onder invloed van de beschrijvingen, die Jules en Edmond de Goncourt van hun verblijf in Algiers hadden gegeven. Zilcken was een bekende van de gebroeders De Goncourt en een van de weinige Nederlanders die in hun beruchte dagboeken wordt genoemd.
In februari 1883 vertrok Zilcken voor de eerste maal naar Algiers. Zijn reisverslag, aanvankelijk in briefvorm in enkele krantenartikelen verschenen, werd later, verlucht met foto’s, onder de titel Drie maanden in Algiers gepubliceerd, voorzien van een inleiding door Lodewijk van Deyssel. Zeldzaam is het boek Reisindrukken van Zilcken, verschenen in 1920 in een beperkte oplage van 150 exemplaren. Het bevat twaalf etsen van de schrijver, waaronder vier uit Egypte, als illustratie bij zijn verhaal In en om Caïro, geschreven in november 1914. Tijdens dit verblijf in Egypte ontplooide Zilcken initiatieven om daar een Musée d'Art Orientaliste op te richten. Het moest werk gaan bevatten van alle kunstenaars die zich tot het Oosten aangetrokken hadden gevoeld, maar dit project werd door het uitbreken van de Eerste Wereldoorlog verijdeld.
In 1916 leerde Zilcken de etsdruktechniek aan Johan D. Scherft, die hierin een carrière maakte en tot aan zijn dood als etsdrukker actief was. Zilcken liet tientallen etsen door Scherft afdrukken.

## Het oriëntaalse werk
Typerend voor het oriëntaalse werk van Philippe Zilcken, bestaande uit olieverfschilderijen, pastels en etsen, is zijn aandacht voor de Oosterse architectuur. Mensen spelen in dit werk een ondergeschikte rol. Zijn oriëntaalse grafiek, veelal ter plekke getekend en gedrukt in roodbruine inkt, wordt gekenmerkt door een schetsmatige opzet. Tijdens zijn leven had Zilcken veel succes met dit werk. In april 1892 exposeerde hij etsen met ‘Algierse’ thema's in New York en in 1911 werd hij belast met de samenstelling van een speciaal Oriëntnummer van de La gazette de Hollande.

## Afbeeldingen

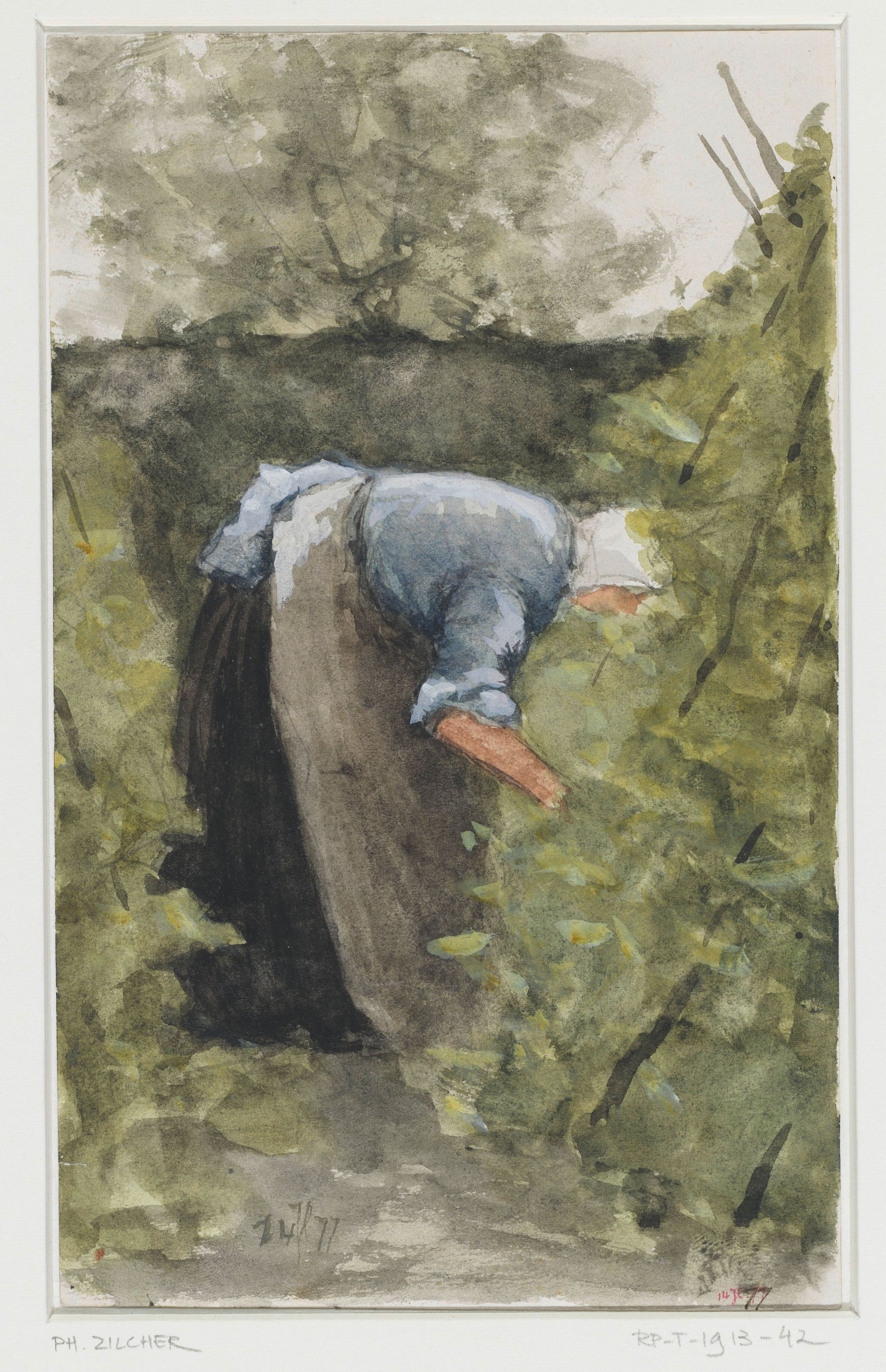
Vrouw in de moestuin, waterverf, 1877
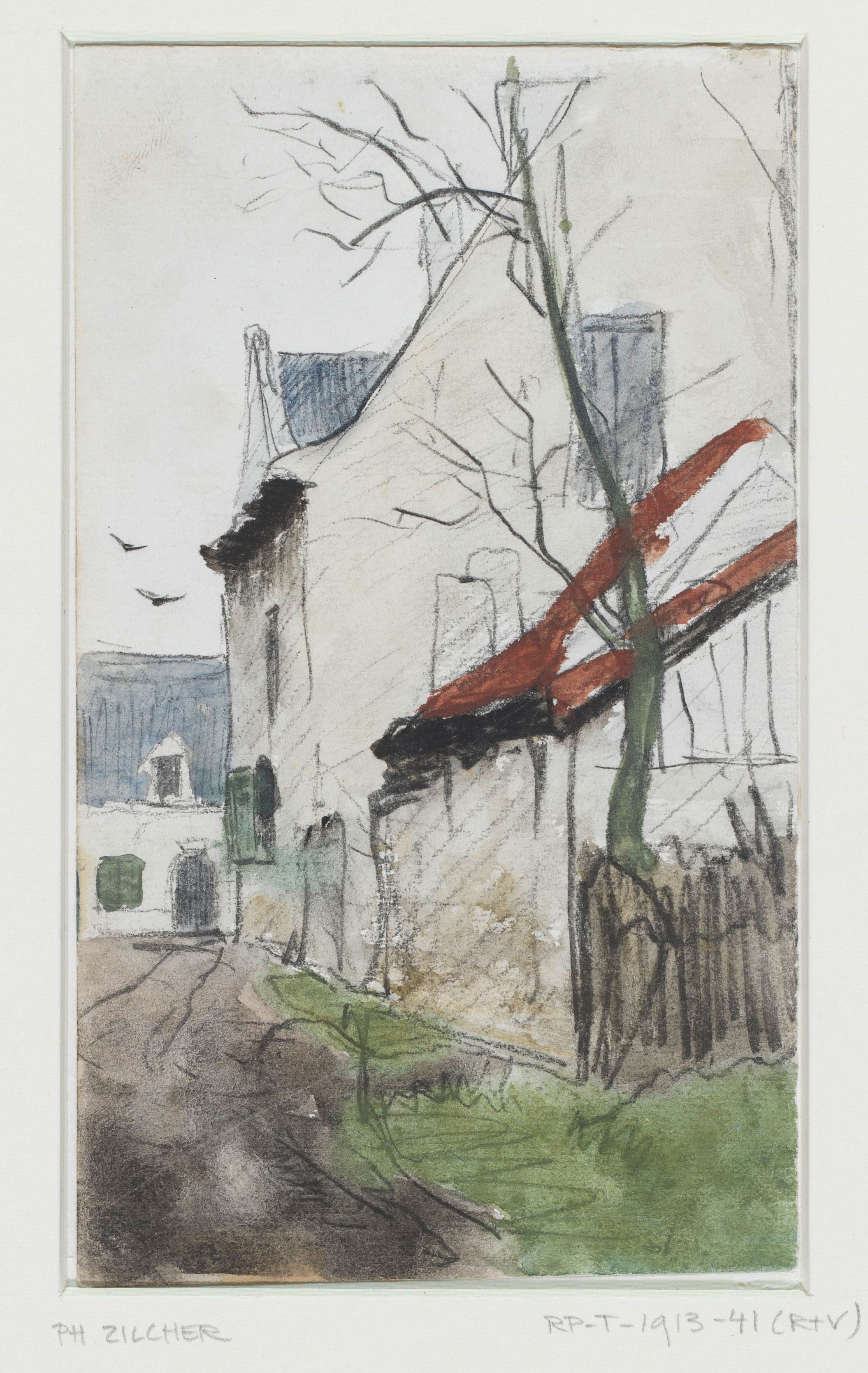
Huizen in krijt en waterverf, 1879
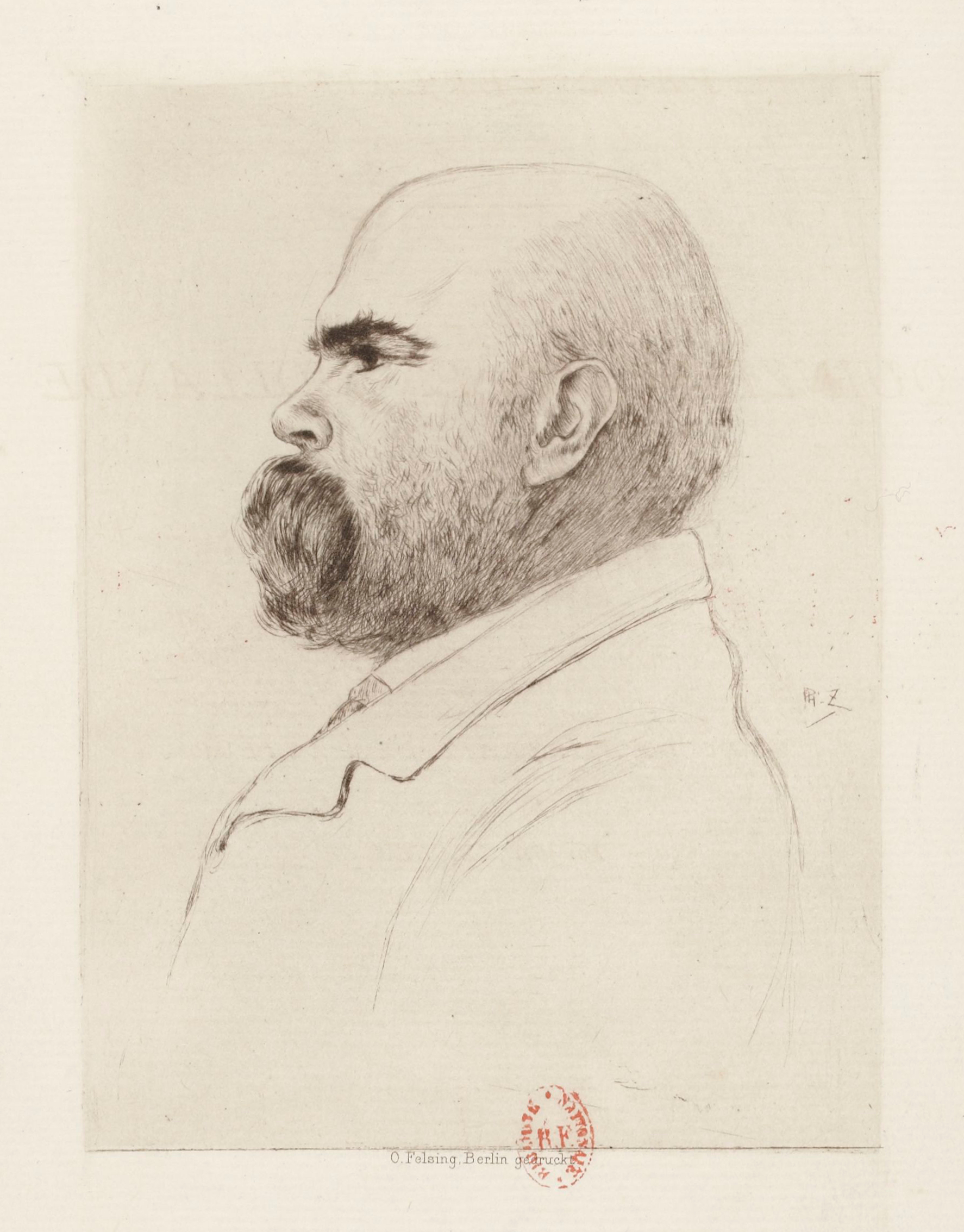
Paul Verlaine door Philippe Zilcken 1893, naar Jan Toorop

## Werk in openbare collecties (selectie)
- Rijksmuseum, Amsterdam
- RKD-Nederlands Instituut voor Kunstgeschiedenis; archief Ph. Zilcken[3][4]

## Geïllustreerde werken
- Paul Verlaine: Quinze jours en Hollande - Lettres à un ami, Maison Blok, La Haye / Léon Vanier, Paris, z.j. [1893][5]
- Pol de Mont: Iris, Buschman, Antwerpen 1894
- Max Rooses: Les Peintres Néerlandais du XIXème Siècle, La Librarie Néerlandaise, Anvers, s.d.(ca.1897)